# WorldWideWeb
WorldWideWeb ist der erste Webbrowser, den Tim Berners-Lee im Herbst 1990 am CERN in der Programmiersprache Objective-C unter dem Betriebssystem NeXTStep entwickelte. Später wurde WorldWideWeb in Nexus umbenannt, damit der Unterschied zum World Wide Web klarer ersichtlich wurde.
Das Programm beherrschte das von Berners-Lee 1989 entwickelte Hypertext Transfer Protokoll HTTP, das weit verbreitete FTP und unterstützte den Zugang zu Newsservern. Der Browser fand nie große Verbreitung, da er nur auf der NeXTStep-Umgebung funktionierte, die zur Zeit der Entwicklung zwar sehr fortschrittlich, aber kaum verbreitet war.
Am 25. Dezember 1990 kommunizierte WorldWideWeb zum ersten Mal mit dem ebenfalls von Berners-Lee programmierten ersten Webserver, welcher über die Domain info.cern.ch kontaktiert wurde. Zur Formatierung von Webseiten wurden Stylesheets unterstützt. Der Browser war gleichzeitig ein Editor für HTML-Dokumente, allerdings konnten nur lokale Dokumente bearbeitet werden. Der Prototyp konnte noch keine in Webseiten eingebundene Grafiken anzeigen, diese wurden in einem zusätzlichen Fenster geöffnet. WorldWideWeb war in der Lage, alle von NeXTSTEP unterstützten Dateitypen zu öffnen.
Im Juni 2021 versteigerte Tim Berners-Lee ein NFT einer signierten Kopie des Quellcodes für umgerechnet 5,4 Millionen US$ über Sotheby’s. Seinen Anteil des Verkaufserlöses wollte er für wohltätige Zwecke spenden.